# Trance-Fusion
Trance-Fusion è un album dal vivo del musicista Frank Zappa, pubblicato postumo nell'ottobre 2006. Si tratta di un album strumentale registrato i cui brani sono stati registrati tra il 1977 e il 1988.

## Tracce
1. Chunga's Revenge – 7:01
2. Bowling on Charen – 5:03
3. Good Lobna – 1:39
4. A Cold Dark Matter – 3:31
5. Butter or Cannons – 3:24
6. Ask Dr. Stupid – 3:20
7. Scratch & Sniff – 3:56
8. Trance-Fusion – 4:19
9. Gorgo – 2:41
10. Diplodocus – 3:22
11. Soul Polka – 3:17
12. For Giuseppe Franco – 3:48
13. After Dinner Smoker – 4:45
14. Light is All That Matters – 3:46
15. Finding Higgs' Boson – 3:41
16. Bavarian Sunset – 4:00